# Landbouwmuseum van Mõniste
Landbouwmuseum van Mõniste is een openluchtmuseum in de Estse plaats Mõniste. Het is het oudste openluchtmuseum in Estland en werd opgericht in 1926. In de Tweede Wereldoorlog was het museum tijdelijk gesloten. In 1967 kwam het in beheer van het F.R. Kreutzwald-museum. Sinds 2015 worden beide musea beheerd door het Võru instituut.
Vana-Võromaa Museum · F.R. Kreutzwald-museum · Landbouwmuseum van Mõniste · Openluchtmuseum Karilatsi